# Mesechinus
Genre
Mesechinus est un genre de petits mammifères insectivores de la famille des Erinaceidae, comprenant deux espèces de hérissons appelés hérissons des steppes.

## Liste des espèces
Selon ITIS  et selon MSW :
- Mesechinus dauuricus (Sundevall, 1842) - Hérisson daurien
- Mesechinus hughi (Thomas, 1908)